# Villars-Sainte-Croix
Pour les articles homonymes, voir Villars et Sainte-Croix.
Villars-Sainte-Croix (/vilaʀ sɛ̃t kʀwa/) est une commune suisse du canton de Vaud, située dans le district de l'Ouest lausannois.

## Géographie
La commune se situe dans le district de l'Ouest lausannois, sur le versant sud-ouest du Jorat, à 7,7 km au nord-ouest de Lausanne et à 2,5 km au nord-nord-est de la gare de Bussigny.
Le territoire de Villars-Sainte-Croix s'étend sur 1,65 km2. Lors du relevé de 2013-2018, les surfaces d'habitations et d'infrastructures représentaient 40,6 % de sa superficie, les surfaces agricoles 49,7 %, les surfaces boisées 9,1 % et les surfaces improductives 0,0 %.
|                   | Mex                  |          |
| Vufflens-la-Ville | Villars-Sainte-Croix | Crissier |
|                   | Bussigny             |          |

## Toponymie
La commune, dont le nom se prononce /vilaʀ sɛ̃t kʀwa/, s'appelle tout d'abord Sainte-Croix (du latin sanctum et crŭce). Le premier élément, Villars, qui correspond au substantif roman villāre (domaine, hameau), est ajouté depuis le XIVe siècle pour distinguer la commune des autres localités du canton qui s’appellent aussi Sainte-Croix.
La première occurrence écrite du toponyme date de 1227, sous la forme de Sanctam Crucem.

## Histoire
L'occupation du territoire remonte à l'époque de La Tène. 
L'abbaye du lac de Joux, le chapitre de Lausanne et la châtellenie de Cossonay y ont des propriétés. Un hospice, mentionné pour la première fois en 1272, relevait en 1458 de la commanderie de La Chaux. L'hôpital et l'église sont en ruine en 1546. 
À l'époque bernoise (1536-1798), Villars-Sainte-Croix fait partie du bailliage de Lausanne et relève de la justice dite du chapitre. Elle a aussi une assemblée des communiers. La commune est ensuite rattachée au district de Morges jusqu'en 2006.

## Population et société

### Surnom
Les habitants de la commune sont surnommés les Cancoires (les hannetons en patois vaudois).

### Démographie

#### Évolution de la population
Villars-Sainte-Croix compte 982 habitants au 31 décembre 2022 pour une densité de population de 595 hab/km2. Sur la période 2010-2019, sa population a augmenté de 43,5 % (canton : 12,9 % ; Suisse : 9,4 %).  

#### Pyramide des âges
En 2020, le taux de personnes de moins de 30 ans s'élève à 31,7 %, au-dessous de la valeur cantonale (35 %). Le taux de personnes de plus de 60 ans est quant à lui de 24,2 %, alors qu'il est de 21,9 % au niveau cantonal.
La même année, la commune compte 468 hommes pour 492 femmes, soit un taux de 48,8 % d'hommes, inférieur à celui du canton (49,1 %).
| Hommes | Classe d’âge | Femmes |
| ------ | ------------ | ------ |
| 0,0    | 90 ans ou +  | 0,4    |
| 7,7    | 75 à 89 ans  | 6,3    |
| 18,8   | 60 à 74 ans  | 15,2   |
| 21,8   | 45 à 59 ans  | 24,2   |
| 20,7   | 30 à 44 ans  | 21,5   |
| 18,6   | 15 à 29 ans  | 15,0   |
| 12,4   | - de 14 ans  | 17,3   |

| Hommes | Classe d’âge | Femmes |
| ------ | ------------ | ------ |
| 0,5    | 90 ans ou +  | 1,4    |
| 6,1    | 75 à 89 ans  | 8,2    |
| 13,3   | 60 à 74 ans  | 14,3   |
| 21,5   | 45 à 59 ans  | 21,2   |
| 22,0   | 30 à 44 ans  | 21,4   |
| 19,6   | 15 à 29 ans  | 18,0   |
| 16,9   | - de 14 ans  | 15,5   |

### Religion
La commune dépend de la paroisse de Crissier (réformée en 1536) jusqu'en 1962, puis de celle de Bussigny. Une chapelle est construite en 1975.

## Économie
La proximité de l'autoroute A1, ouverte en 1964, favorise la création d'une zone industrielle à l'écart du village (Croix-du-Péage) et d'un quartier de villas.
La commune compte encore un peu d'agriculture et de viticulture (la vigne y était déjà cultivée en 1230).